# Calle Central (Managua)
La Calle Central es una de las arterias históricas más importantes de la ciudad de Managua, Nicaragua. Su trazo marca la división oficial entre los cuatro cuadrantes urbanos de la ciudad: noroeste, noreste, suroeste y sureste, y es reconocida como la calle fundacional desde la cual se mide el kilometraje urbano, siendo el km 0 la intersección de la Avenida Central en el Centro histórico de Managua.

## Trazado
Originalmente concebida como un eje continuo de este a oeste, la Calle Central ha perdido gran parte de su trazado lineal debido al crecimiento desordenado de la ciudad tras el terremoto de 1972 y al desarrollo vial posterior. Actualmente, está dividida en múltiples segmentos desconectados, aunque sigue sirviendo de eje organizador urbano.
- Al oeste, su trazo más extenso inicia en la 41.ª Avenida Suroeste y 41.ª Avenida Noroeste, en el Barrio Las Brisas, cruzando vías importantes como la 35.ª Avenida Suroeste, la 27.ª Avenida Suroeste, la 12.ª Avenida Suroeste y conectando con la Avenida Bolívar, considerada su continuación simbólica en el centro histórico.
- Al este, después de varios cortes, la Calle Central reaparece en los distritos VI y VII, extendiéndose hasta su punto final en la 56.ª Avenida Sureste dentro del Barrio Santa Rosa.

## Intersecciones destacadas
- Avenida Bolívar (Managua) – conexión con el eje fundacional de la ciudad
- 12.ª Avenida Suroeste – cruce histórico en el centro
- 27.ª Avenida Suroeste – intersección clave hacia zonas residenciales
- 35.ª Avenida Suroeste – punto de ingreso a barrios periféricos
- NIC 1  – paso vial importante hacia el suroeste de la ciudad

## Coordenadas
12°8′15″N 86°16′15″O / 12.13750, -86.27083